# Краснофлотский (остров)
Краснофлотский — остров в Архангельске, в дельте Северной Двины.

## География
Остров находится посередине реки, между посёлками Бакарица, Левый берег и Фактория- Варавино, в 3,6 мили к востоку, юго-востоку от острова Кего. Остров Краснофлотский окаймлён отмелью с глубинами менее 5 метров, шириной до 9 кабельтовых. В 2,5 кабельтовых к северо-западу от северной оконечности острова Краснофлотский находится Краснофлотский рейд. Рейд предназначен для судов длиной до 160 м и с осадкой до 8 м, ожидающих прохода под архангельскими мостами.

## История
Раньше Краснофлотский остров назывался Сурковской кошкой. Это название остров Кошка получил в честь хозяина Лесозавода № 3 Альберта Суркова, который организовал на острове сплавной участок. После установления советской власти, на острове заготовляли древесный уголь. В 1929 году была построена школа.
Административно посёлок острова относится к округу Майская Горка. На острове имеются: МОУ «Начальная школа—детский сад № 29», конюшня со школой верховой езды, дачный кооператив «Виченка», ремонтно-механические предприятия. Летом пляж на Кошке (так на севере называются все песчаные острова) заполнен отдыхающими с материковой части Архангельска.
В 1990 году Архангельске был открыт Краснофлотский мост («новый мост») через Северную Двину, что позволило отменить паромную переправу на остров.
С 2012 года на острове Краснофлотском проходил рок-фестиваль «Остров», крупнейший в Северо-Западном регионе, с 2014 года на острове проходил рок-фестиваль «Мост».

### Карты
- [mapq37.narod.ru/map1/iq37128129130.html Топографическая карта Q-37-128,129,130. Архангельск - 1 : 100 000]
- Краснофлотский на карте Wikimapia
- Краснофлотский остров. Публичная кадастровая карта. Архивировано из оригинала 5 марта 2016 года.